# 后藤象二郎
後藤象二郎（日语：／ Gotō Shōjirō，1838年4月13日—1897年8月4日），幼名保弥太、良輔，通稱象二郎，諱名為正本（まさもと）、元曄（もとはる），字日曄、暢谷、雲濤、不倒翁，号暘谷、雲濤、光海、鷗公。是日本江户时代土佐藩藩士，明治维新以后成为政治家，受封為正二位・勲一等旭日大綬章・伯爵。
在黑田内阁和第1次松方内阁中担任遞信大臣，第2次伊藤内阁中担任农商务大臣。

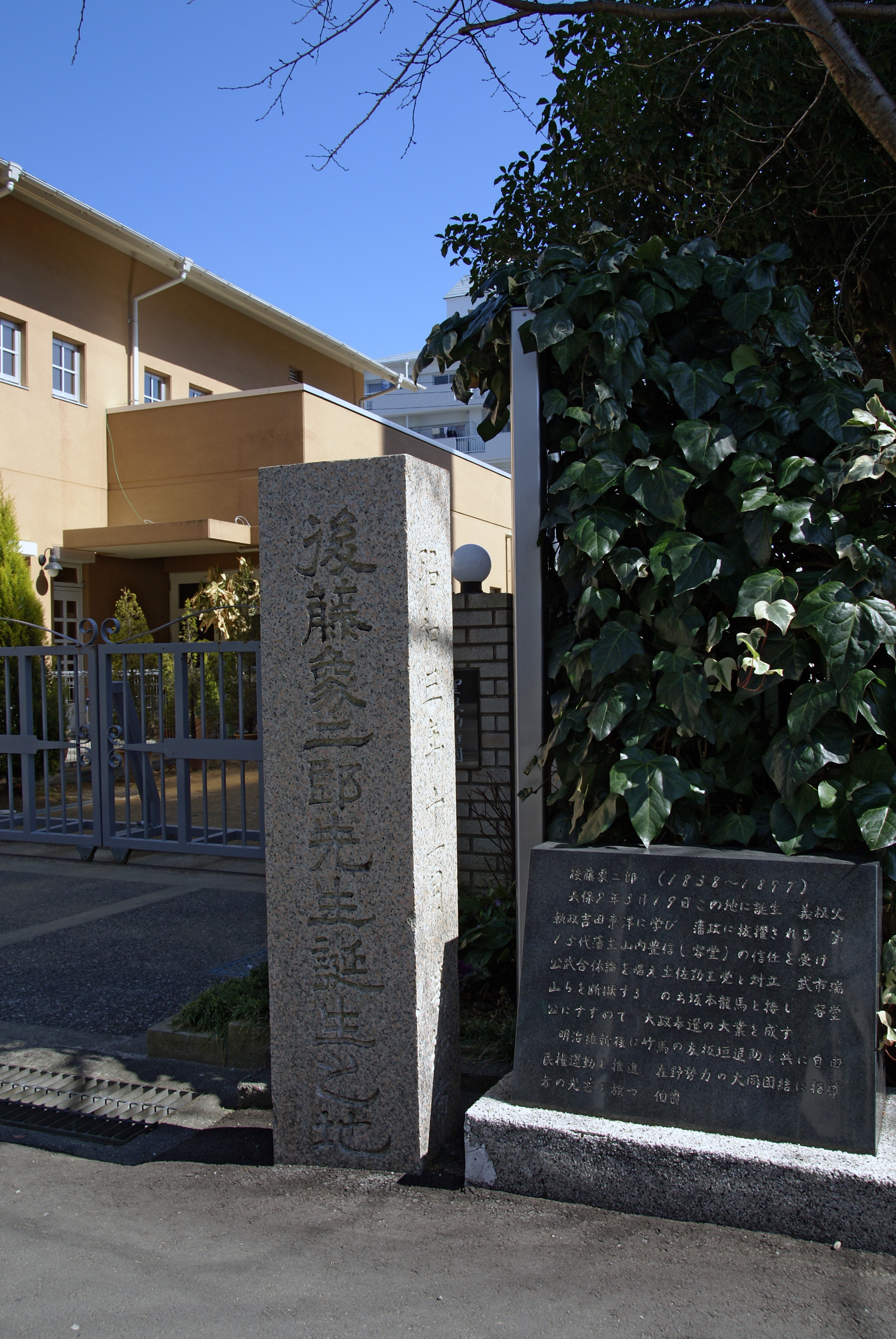
出生地（高知市）

## 生涯

### 生平
后藤象二郎是家中长子出生于土佐郡高知街片町。父亲是土佐藩马回格后藤助右卫门正晴（150石）。后藤象二郎小时候在姨夫吉田东洋的少林塾学习。安政5年（1858年）吉田推举象二郎担当幡多郡奉行，文久元年（1861年）任御近习目付，其后又担任普请奉行（类似于现代政府招标主管），文久2年吉田被暗杀后赋闲。文久3年（1863年）复归藩政。藩主山内容堂派其前往江户开成所学习兰学，航海和英学。元治元年（1864年）被任命为大监察。后藤作为公武合体主要倡导者在镇压土佐勤王党中起了关键作用。

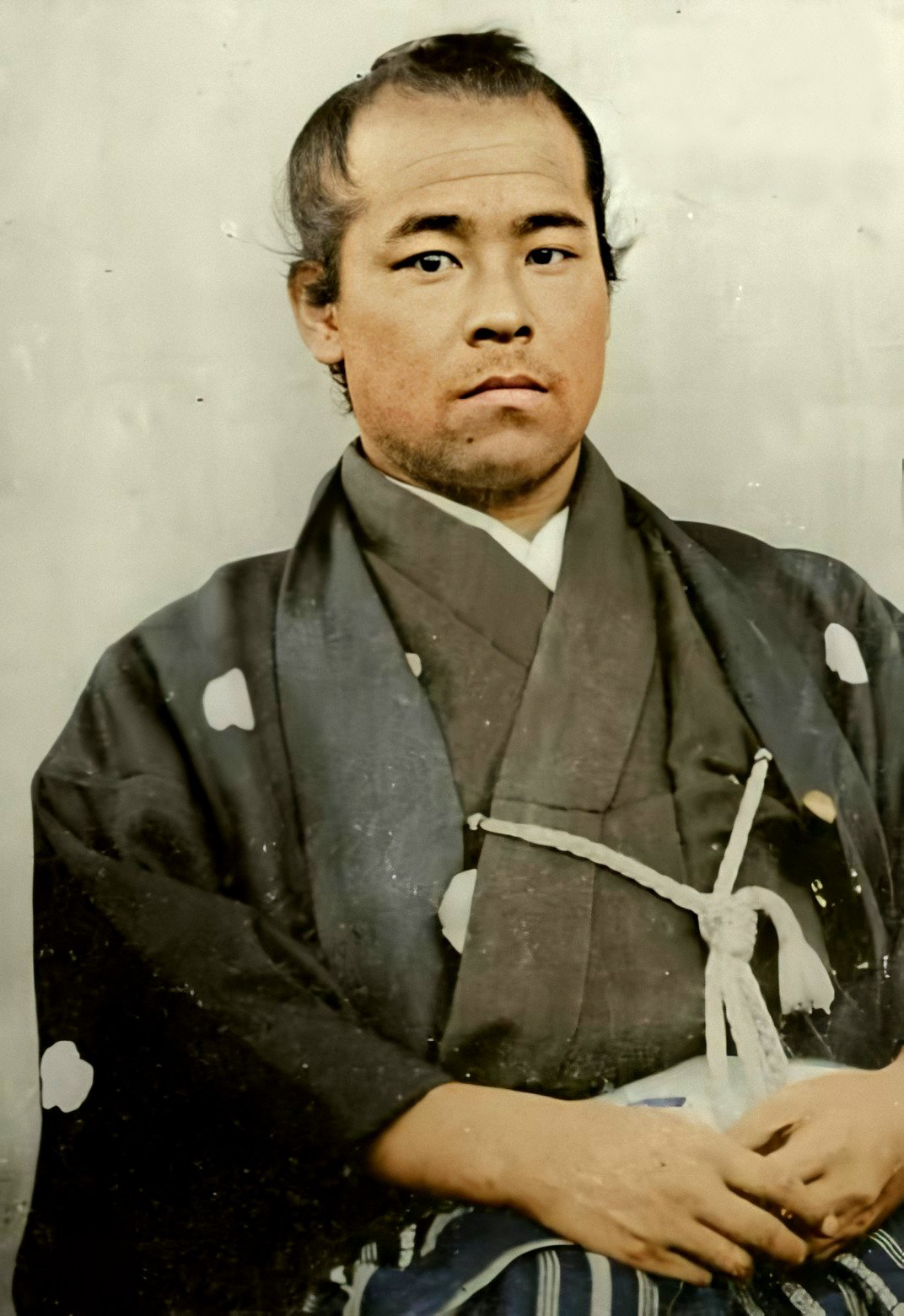
1868年30歲的後藤象二郎

庆应3年（1867年），后藤象二郎的政治主张转为攘夷。在长崎和尊皇派坂本龙马会谈后，打算以龙马提议的船中八策通过山内容堂向德川庆喜进言大政奉还。同时和萨摩藩缔结萨土盟约图谋推翻德川幕府。然而山内容堂反对以武力推翻幕府。最后由于处理长崎英国水手被杀事件耽误时机，造成萨摩藩的不信任而解除盟约。但此后仍然坚持大政奉还的工作努力。10月3日和山内容堂联名向幕府提出大政奉还的进言状。10月14日德川庆喜接受进言将政权还给天皇。因此功绩后藤被授予中老资格增加700石（加上原来800石，合计1500石）俸禄。庆应4年（1868年），镇压帕克斯袭击事件有功，英国维多利亚女王赐予宝剑（同中井弘一起）。因明治维新的功绩后又被赐予1000石。

### 明治时期
后藤象二郎在明治新政府中任参与，左院议长，参议等要职。明治6年（1873年）因征韩论失败和板垣退助，西乡隆盛一同下野。随后和板垣退助，江藤新平，副岛种臣一起组建爱国公党，倡导民选议院的建立。
明治7年（1874年）以55万日元向政府购下长崎县高岛煤矿成立了蓬莱社。然而2年后破产，在福泽谕吉的建议下转卖给岩崎弥太郎。
明治14年（1881年），加入以板垣退助为中心的自由党。
明治16年（1883年），在福泽谕吉的建议下，打算借助法国舰队向朝鲜运送自由党成员和民兵支持金玉均，以失败告终。
明治20年（1887年）5月，被授予伯爵爵位。

## 评价
- 后藤在明治维新后的友人福泽谕吉曾在时事新报上立说『后藤伯』赞扬后藤是「非常大胆的豪杰，满天下唯一之人物」。
- 后藤的主要成绩是在幕府后期整理土佐藩的藩政。并且使土佐藩放弃公武合体推进大政奉还。
- 明治维新后在政府中担任要职，推进民主政治，然而屡屡被政府收买，令支持者失望。

## 逸闻
- 后藤喜欢路易·威登。曾在巴黎的总店购买路易·威登的皮包。
- 和板垣退助是儿时玩伴，一起在吉田东洋的少林塾上学。
- 在后藤的力说下山内容堂特赦了坂本龙马脱藩罪名。
- 明治19年（1886年）在热海，1890年在大矶町买了别墅。后又在平塚市袖浜买下别墅二扇庵。
- 佐贺之乱后，大久保利通向后藤索取江藤新平的照片发布通缉，后藤以「这是友人的留念」为由，拒绝出借。江藤新平被捕后以自己的功绩为交换，呼吁给其减刑。

## 家系
- 后藤氏的祖先是日本战国武将后藤基次。

```
後藤助右衛門━━後藤象二郎━┳━後藤猛太郎━━━━┳━後藤保彌太━━━━━━━後藤省三
　　　　　　　　　　　　　　┃　　　　　　　　　 ┣━━━━ナオ
　　　　　　　　　　　　　　┃　　　　　　　　　 ┣━後藤良辅
　　　　　　　　　　　　　　┃　　　　　　　　　 ┣━後藤三郎
　　　　　　　　　　　　　　┃　　　　　　　　　 ┣━━━━孝子
　　　　　　　　　　　　　　┃　　　　　　　　　 ┗━川添紫郎（浩史）━┳━川添象郎（象多郎）
　　　　　　　　　　　　　　┃　　　　　　　　　　　　　　　　　　　　 ┗━川添光郎
　　　　　　　　　　　　　　┃　　岩崎彌之助
　　　　　　　　　　　　　　┃　　　　┣━━━━━┳━岩崎小彌太　　　 　　　岡部長章
　　　　　　　　　　　　　　┣━━━━早苗　　　　┣━岩崎俊彌　　　　　　　　　┃
　　　　　　　　　　　　　　┣━━━━小苗　　　　┗━岩崎輝彌　　　　┏━━━━妙子　　　　　　　　　
　　　　　　　　　　　　　　┃　　　　┃　　　　　　　　┣━━━━━━╋━岩崎毅太郎
　　　　　　　　　　　　　　┃　　 大江　卓　 　櫻井房記━须美　　　 ┗━岩崎英二郎
　　　　　　　　　　　　　　┃
　　　　　　　　　　　　　　┣━後藤六彌
　　　　　　　　　　　　　　┃　　　　　　　　　　　　齊藤　博
　　　　　　　　　　　　　　┃　長與稱吉　　　　　　　　　┃
　　　　　　　　　　　　　　┃　　　　┣━━━━━┳━━━美代子
　　　　　　　　　　　　　　┗━━━━延子　　　　┗━━━仲子
　　　　　　　　　　　　　　　　　　　　　　　　　　　　　┣━━━━━━┳━━━━道子
　　　　　　　　　　　　　　　　    犬養　毅（木堂）━━犬養　健　　　　┗━犬養康彦

```

### 家族
- 后藤猛太郎是日本活动菲另会社（日活的前身）的首任社长。猛太郎和新潟县艺妓所生的儿子是后藤保弥太。后藤保弥太的长子后藤省三由于没有办理爵位继承手续，所以没有继承爵位。
- 三菱财团的岩崎弥之助和医生长与称吉是象二郎的女婿，三菱的岩崎小弥太（日语：岩崎小弥太）、旭硝子的创业者岩崎俊弥以及铁道迷岩崎辉弥是象二郎的外孙。音乐制作人川添象郎和德语学者岩崎英二郎，评论家犬养道子，共同通信社社长犬养康彦是象二郎的曾外孙。

## 登場作品
小說
- 不留濁跡 家老列傳（文藝春秋、中村彰彥（日语：中村彰彦）著）

影視劇
- 維新之曲（日语：維新の曲）（1942年、大映、演：小柴幹治）
- 新選組鬼隊長（1954年、東映、演：千田是也）
- 巨人 大隈重信（1963年、大映、演：藤山浩二）
- 西鄉隆盛（1964年、CX、演：中村榮二（日语：中村栄二））
- 幕末（1964年、TBS、演：小池朝雄）
- 風雪（日语：風雪 (テレビドラマ)）（1964年、NHK、演：井上昭文）
- 龍馬來了（1968年、NHK大河劇、演：石田太郎）
- 商魂一代 天下暴坊（1970年、東宝、演：中谷一郎）
- 幕末（1970年、東宝、演：三船敏郎）
- 天皇的世紀（日语：天皇の世紀#第一部（テレビドラマ））（1971年、ABC、演：丹羽又三郎）
- 勝海舟（日语：勝海舟 (NHK大河ドラマ)）（1974年、NHK大河劇、演：中井啓輔）
- 明治群像 海上火輪（日语：明治の群像 海に火輪を）（1976年、NHK、演：小笠原弘）
- 新選組始末記（日语：新選組始末記#テレビドラマ（1977年））（1977年、TBS、演：西田昭市）
- 龍馬來了（日语：竜馬がゆく#1982年版）（1982年、TX、演：夏木陽介）
- 高爾夫黎明之前（日语：ゴルフ夜明け前）（1987年、東寶、演：岸部一德）
- 田原坂（日语：田原坂 (テレビドラマ)）（1987年、NTV、演：林彰太郎）
- 坂本龍馬（日语：坂本龍馬 (テレビドラマ)）（1989年、TBS、演：誠直也）
- 宛如飛翔（1990年、NHK大河劇、演：高林幸兵）
- 晚會的盡頭（日语：夜会の果て）（1997年、NHK、演：池田武志）
- 龍馬來了（日语：竜馬がゆく#1997年版）（1997年、TBS、演：尾美利德）
- 德川慶喜（1998年、NHK大河劇、演：小木茂光）
- 龍馬來了（日语：竜馬がゆく#2004年版）（2004年、TX、演：吹越滿）
- 篤姬（2008年、NHK大河劇、演：古本新乃輔）
- 南洲翁異聞〜おいどんは、丸腰・平和使節で韓国へ行く〜（2008年、KTS、演：勢至郎）
- 龍馬傳（2010年、NHK大河劇、演：青木崇高）
- 仁者俠醫（2011年、TBS、演：宮川一郎太）
- 八重之櫻（2013年、NHK大河劇、演：京極圭）
- 武士老師（2017年、JFDB、演：西村雄正）
- 西鄉殿（2018年、NHK大河劇、演：瀨川亮）